# Paulos von Aigina

Titelblatt einer frühen Ausgabe der Werke des Paulos in der lateinischen Übersetzung von Johann Winter von Andernach (1542)

Paulos von Aigina, auch Paulos von Aegina und latinisiert Paulus Aegineta sowie deutsch Paul von Aegina (bl. 1. Hälfte des 7. Jahrhunderts; vermutet wird 625–690), war ein (früh)byzantinischer Arzt, insbesondere Chirurg und Geburtshelfer, und, unter anderem für die Übermittlung der griechischen Medizin an die Araber, wichtiger Kompilator. 

## Leben und Wirken
Paulos von Aigina, genannt auch Paulus von Ägina, stammte von der Insel Aigina und lebte zur Zeit des Kaisers Herakleios I. um 640 in Alexandria.
Es ist unklar, ob Paulos von Aigina Christ war. Er war in Alexandria, wo er auch studiert hatte, als Arzt tätig, als die Stadt 642 von den Arabern erobert wurde. Wahrscheinlich wirkte er dort auch noch nach der Eroberung. Über sein Leben ist nichts weiter bekannt. Ein aus mehreren Handschriften bekanntes Epigramm bezeichnet ihn als periodeutes (Wanderarzt).
Als letzte ihrer Art ist von Paulos von Aigina eine Enzyklopädie erhalten, die ohne Titel überliefert ist, aber aufgrund ihrer Einleitung auch als Medizinische Sammlungen (auch „Erinnerungsschrift“, griechisch Hypomnema) bezeichnet wird. Dieses kompendienartige Handbuch der praktischen Medizin (Medicina pragmateia, kurz Pragmateia) besteht aus sieben Büchern: 1. Hygiene und Diätetik, 2. Fieberarten, 3. Topographisch von Kopf bis Fuß klassifizierte Krankheiten, 4. Hautkrankheiten und Erkrankungen der Eingeweide, 5. Toxikologie, 6. Chirurgie (mit Gynäkologie und operativer Geburtshilfe) und 7. Medikamentöse Therapeutik.
Paulos sah seine Arbeit in der Tradition des Oreibasios, jedoch sollte sie vollständiger und einfacher zu benutzen sein als dessen Werk und trotzdem nicht über ein einfaches Handbuch hinausgehen. Quellen waren vor allem Oreibasios, aber auch die grundlegenden Werke des Hippokrates von Kos, Soranos, Pedanios Dioscurides, Galen und Aëtios von Amida.
Ausführlich behandelt er unter anderem die konservative und operative chirurgische Therapie von Hernien wie dem Leistenbruch (bubonozele) und der Skrotalhernie (enterozele). Falls eine Brustentfernung notwendig war, führte er dies mit Hilfe eines Glüheisens durch.
Möglicherweise gibt es noch ein weiteres Werk von Paulos über Gynäkologie, wie es arabische Quellen nahelegen. Es ist jedoch ebenso gut möglich, dass nur der Teil über die Gynäkologie aus seinem sechsten Buch in einer selbstständigen Form in Umlauf war. Seine gynäkologischen Arbeiten waren in arabischer Zeit so geschätzt, dass er den Beinamen „Geburtshelfer“ bekam.
Paulos’ Werk ist in diversen Handschriften überliefert. Möglicherweise wurden in der Spätantike die Bücher neu geordnet, zumindest das sechste und siebte Buch scheinen in zwei Teilbände gegliedert worden zu sein. Seit dem 9. Jahrhundert gab es arabische Übersetzungen. In der arabischen Medizin wurde das Werk auch stark rezipiert. In der lateinischen Literatur war Paulos nicht vor dem 11. Jahrhundert und dann auch nur in Teilen bekannt. Seit dem 12. Jahrhundert wurde er bekannter, jedoch nur durch Zitate in den übersetzten Werken arabischsprachiger Mediziner. Im 12./13. Jahrhundert galt dem Arzt und sunnitischen Juristen ʿAbd ar-Rahmān ibn Nasr asch-Schaizarī in seinem Handbuch über die Marktaufsicht (Nihāyat ar-rutba fī ṭalab al-ḥisba, „Der höchste Grad beim Studium der Hisba“; kurz: Hisba) das sechste Buch des Aiginaten als Grundlage zur Begutachtung von Knocheneinrenkern. Erstmals 1528 wurde das gesamte Werk in Venedig von Francesco D'Ascola veröffentlicht. Es liegt in vielen Ausgaben aus dem 16. Jahrhundert vor.

## Ehrungen
Carl von Linné benannte Paulos zu Ehren die Gattung Aeginetia der Pflanzenfamilie der Sommerwurzgewächse (Orobanchaceae).

## Ausgaben und Übersetzungen
- Johann Winter (Übersetzer): Pauli Aeginetae Opus de re medica. Beigefügte Werke: Adiectis in eundem doctissimis et quam utilissimis annotationibus ab eodem Andernaco elucubratis cum indice copiosissimo. Venedig 1542 (Digitalisat).
- Janus Cornarius. Pauli Aeginetae totius Rei Medicae Libri VII … Hervagius, Basel 1556 (Digitalisat).
- Francis Adams (Übersetzer): The Seven Books of Paulus Aegineta, translated from the Greek with commentary. 3 Bände. Gedruckt für die Sydenham Society, London 1844–1847.
- Julius Berendes: Paulos von Aegina des besten Arztes sieben Bücher: nebst einem Anhang: die römischen Baeder, die bei Paulos vorkommenden aelteren Aerzte, und 2 Tafeln. Übersetzt und mit Erläuterungen versehen. Mit einem Geleitwort von R. Kobert. Leiden 1914. Erstabdruck: Des Paulos von Aegina Abriss der gesammten Medizin in sieben Büchern. In: Janus. Band 13, 1908, bis Band 18 (1913).
- René Briau: Chirurgie de Paul d’Egine. Texte grec restitué et collationné sur les manuscrits de la bibliothèque impériale […] avec traduction française en regard précédé d’une introduction. Librairie de Victor Masson, Paris 1855.
- Johan Ludvig Heiberg (Hrsg.): Paulus Aegineta. Hypomnêma. 2 Bände. Leipzig/Berlin 1921–1924 (= Corpus Medicorum Graecorum. Band 9, 1–2).
- Antike Heilkunst. Ausgewählte Texte, herausgegeben von Jutta Kollesch und Diethard Nickel, Philipp Reclam jun., Stuttgart 1994, ISBN 978-3-15-009305-4. Nur Teilübersetzung: Buch VI, Kap. 21: Über Starerkrankungen (CMG IX 2, S. 60,5–61,29).
- Mario Tabanelli: Studi sulla chirurgia bizantina: Paolo di Egina. Florenz 1964 (= Bibliotheca della ‚Rivista di storia delle scienze mediche e naturali‘, 13).